# Gian Giacomo Castagna
Gian Giacomo Castagna (Torino, 18 dicembre 1884 – ...) è stato un generale italiano, che fu comandante del XXX Corpo d'armata operante in Sardegna nel corso della seconda guerra mondiale.

## Biografia
Nacque il 18 dicembre 1884. Arruolatosi nel Regio Esercito, entrò come allievo ufficiale nella Regia Accademia militare di Artiglieria e Genio di Torino il 14 settembre 1906, uscendone con il grado di sottotenente assegnato all'arma di artiglieria nel 1908. Durante il corso della prima guerra mondiale arrivò al grado di maggiore, prestando servizio di stato maggiore presso vari corpi d'armata, tra cui XI Corpo d'armata e il XXIII Corpo d'armata. al termine del conflitto risultava decorato di una Medaglia di bronzo e due Croci di guerra al valor militare.
Come ufficiale proveniente dallo Stato maggiore, fu prolifico scrittore nel periodico dell'esercito Rivista militare negli anni trenta del XX secolo. Promosso colonnello fu comandante del 14º Reggimento di artiglieria "Murge", a Bari, e Capo ufficio presso il Comando artiglieria del XII Corpo d'armata a Palermo, nel triennio 1933-1936.
Il 1 luglio 1937 fu promosso generale di brigata, posto dapprima al comando del Settore di copertura di Trieste della Guardia alla frontiera,  e poi, dal 1938, al comando dell'artiglieria del XXI Corpo d'armata in Libia, sino al 31 maggio 1940 quando, promosso generale di divisione, divenne Comandante della 12ª Divisione fanteria "Sassari" con sede sempre a Trieste, dove ritornò una seconda volta.
All'atto dell'entrata in guerra del Regno d'Italia, avvenuta il 10 giugno 1940, si trovava al comando della detta Grande Unità e raggiunse, dal 15 ottobre seguente, il comando della 31ª Divisione fanteria "Calabria" a Sassari.
Ricoprì tale incarico sino al 15 luglio 1943 quando, sempre a Sassari, assunse il comando del neocostituito XXX Corpo d'armata, che aveva competenza su tutta la Sardegna settentrionale. Fu in questo periodo che venne progettato un attentato a suo danno da parte di un gruppo indipendentista sardista sassarese che, però, non ebbe attuazione.
All'atto dell'armistizio dell'8 settembre, eseguendo ordini superiori contraddittori e poco chiari, non si oppose al trasferimento della 90. Panzergrenadier-Division verso la Corsica dai porti sardi sotto la sua giurisdizione, soprattutto Palau, e per questo, nell'ottobre 1944, insieme al generale Antonio Basso, suo diretto superiore, fu accusato di omessa esecuzione di ordini, destituito ed arrestato. In quello stesso mese risultava assegnato a Napoli presso i campi di riordinamento dell'esercito.
Nel giugno 1946, a guerra conclusa, davanti al Tribunale Militare Territoriale di Roma, dovette rispondere del reato di omessa esecuzione di un incarico (art. 100 del Codice Penale Militare di Guerra) ...per non aver eseguito ordini di operazioni, senza giustificato motivo. Fu però assolto (insieme a Basso), dopo quasi due anni di fortezza (carcere militare di Forte Boccea), il 28 giugno successivo.

## Pubblicazioni
- Le coalizioni e la questione del comando unico, Rivista militare n.1, Roma, gennaio 1932.
- Pattuglie d'artiglieria, Rivista militare n.8, Roma, agosto 1932.
- La grande guerra alla fronte italiana. Sguardo sintetico, Rivista militare n.1, Roma, gennaio 1933.

### Fonti
1. 1 2 3 4 5  Generals.
2. ↑  Gazzetta Ufficiale del Regno d'Italia n.122 del 27 maggio 1936, pag.1727.